# My Friend Cayla
My Friend Cayla (deutsch: Meine Freundin Cayla) ist eine rund 45 cm große Spielzeugpuppe mit interaktiver Software für Kinder ab vier Jahren, die mittels Bluetooth mit der gleichnamigen App für Smartphone oder Tablet aus dem App Store oder dem Google Play Store eine Verbindung mit dem Internet herstellen kann. Die Spracherkennungstechnologie von Android oder iOS des Smartphones oder Tablets kann die Sprache von Kindern erkennen und mit ihnen reden.
Dabei wird zunächst online abgeglichen, was das Kind gesagt hat. Daraufhin wird unter passenden auf einem Server vorliegenden Antworten – beispielsweise aus Wikipedia-Einträgen – eine Antwort ausgewählt, die wiederum von der Puppe ausgegeben wird. Für den deutschen Markt umfasst die Datenbank rund 170.000 Wörter. Sie verfügt über einen Sprachfilter via Google SafeSearch.
My Friend Cayla wurde von dem US-Amerikaner Bob Del Principe aus Los Angeles, der auch die Puppen Cindy Smart und Tekno the Robotic Puppy erfunden hat, entwickelt und kam im Jahr 2014 durch das chinesische Produktionsunternehmen Genesis Toys mit Sitz in Hongkong auf den Weltmarkt. In Deutschland lag der Einführungspreis bei rund 90 Euro.
Laut mitgelieferter Familiengeschichte stellt Cayla ein sieben Jahre altes Mädchen dar.

## Rezeption
Der deutsche Bundesverband des Spielwaren-Einzelhandels zeichnete sie 2014 als „Top 10 Spielzeug des Jahres“ aus.
Am 6. Dezember 2016 warnte der Europäische Verbraucherverband (BEUC) vor möglichen Datenlecks in Kinderspielzeug mit Internetverbindung, darunter bei der Puppe „My Friend Cayla“ und dem Roboter „i-Que“.
Im Februar 2017 wurde die Puppe in Deutschland durch die Bundesnetzagentur mittels eines Verkaufsverbots vom Markt genommen. Familien, die die Puppe bereits besitzen, wurden aufgefordert, sie – so wörtlich – zu vernichten. Peter Olaf Eul, Sprecher der Behörde, bezeichnete die Puppe als „verbotenes Spionagegerät“ – sie sei laut § 90 des Telekommunikationsgesetzes in Deutschland verboten, da sie zur heimlichen Bild- oder Tonaufnahme geeignet ist. Begründet wird dies damit, dass eine Tarnung der Sendeanlage vorliege. Im Gegensatz etwa zu einem Babyphone zur Raumüberwachung könnten Personen, die mit der Puppe nicht vertraut sind, nicht erkennen, dass das bloße Leuchten der Halskette der Puppe eine Warnfunktion für ein eingeschaltetes Mikrofon ist und damit auf eine Abhörfunktion hinweist. Jedoch ist es auch möglich, die leuchtende Halskette per App auszuschalten. Verstöße nach § 90 TKG durch den Verkauf und Besitz sind strafbar und mit bis zu zwei Jahren Freiheitsstrafe bewehrt.
Die Firma Vivid, die das Spielzeug in Deutschland vertreibt, zog gegen das Verbot vor Gericht.
Die Puppe ist im Deutschen Spionagemuseum ausgestellt.